# Franco Gaioni
Franco Gaioni (Bolzano, 2 settembre 1971) è un co-pilota di rally italiano.

## Biografia
Figlio del pilota di rally e di velocità in salita Romano Gaioni, Franco Gaioni ha partecipato dal 1988 al 1990 ai campionati italiani di motorally ed enduro su Honda MTX 125, Gilera R1 125 e Honda CR 250, prendendo parte, tra l'altro, alla 12 Ore di Lignano Sabbiadoro e alla selezione del Camel Trophy. Nel 1992 e 1993 ha iniziato a gareggiare come pilota di rally su Suzuki Swift 1300, e tra il 1993 e il 1994 ha partecipato al Trofeo Fiat Cinquecento, gareggiando in numerosi rally del Campionato europeo e mondiale sia su asfalto che su terra, come il Rally della Lana, il Rally della Costa Smeralda, il Rally di Sanremo. In seguito ha proseguito l'attività motociclistica e automobilistica a livello non agonistico, ed è stato con la Scuderia Rennstall Dolomiti tra gli organizzatori del Mendola History e dell'Ecorally della Mendola.
Nel 2012 ha iniziato l'attività di copilota al fianco di Fuzzy Kofler, con cui ha preso parte alla FIA Alternative Energies Cup e alla FIA E-Rally Regularity Cup, centrando il titolo mondiale nel 2014 su Think City e nel 2019 su Audi e-tron. Negli stessi anni ha preso parte a gare di regolarità per auto storiche tra cui Winter Marathon e Rally di Montecarlo con prestigiose auto quali Porsche 356, Volkswagen Salzburger Käfer, Steyr Puch TR650, Lancia Delta Evoluzione.